# فثالات ثنائي أيزو هبتيل
فثالات ثنائي أيزو هبتيل (بالإنجليزية: Diisoheptyl phthalate )‏ هي عن فثالات تستخدم كملدن . عادة ثنائي أيزو هبتيل فثالات هو مزيج من المركبات الكيميائية يتألف من إسترات الأيزوهبتيل المختلفة لحمض الفثاليك صيغته الكيميائية C22H34O4 .